# غراهام روز (عالم عقيدة)
غراهام روز (بالإنجليزية: Graham Rose)‏ هو عالم عقيدة جنوب أفريقي، ولد في 23 ديسمبر 1951.